# Круоя
Круоя (лит. Kruoja) — река в северной Литве, один из основных притоков Мусы (бассейн Лиелупе). Протекает по территории Шяуляйского, Радвилишкикского и Пакруойского районов. На реке расположены города Лигумай и Пакруойис.
Длина Круои составляет 51 км, площадь водосборного бассейна — 361 км². Среднегодовой расход воды в устье — 1,88 м³/с.
Вытекает из озера Гуделю, расположенного в 8 километрах к юго-востоку от Шяуляя. Высота истока — 104 метра над уровне моря. Течёт на северо-восток. Впадает в Мусу в селе Петрашюняй (300 человек).
В верхнем течении, до местечка Лигумай, русло зарегулировано, ширина реки 6 — 8 м, ниже Пакруойиса — 10 — 15 м, глубина 0,3 — 1,5 м. Уклон реки — 1,03 м / км. Скорость течения низкая — 0,1 м / с.
Главный приток — река Обяле — правый.